# C3002K
C3002K（シー サンゼロゼロニ ケイ）は、京セラが開発・製造し、auブランドを展開するKDDI、および沖縄セルラー電話から発売されていた第二世代携帯電話(cdmaOne)である。

## 概要
出典: (1)
C414Kの後継機種で、新たにGPSに対応している。
C414Kに引き続き65,536(=216)色のGFカラー液晶を搭載しており、画面サイズが若干大型化されている。背面にLED追加。また、C414Kに比べて約4g軽量化されている。

## 沿革
- 2001年11月12日  - KDDIより発表。
- 2001年12月25日 - 発売開始。
- 2012年07月22日 - cdmaOneサービス終了により使用はこの日限りとなる。